# Мангвазу
Мангва́зу (англ. Mangwazu) — вища традиційна громада у складі дистрикту Касунгу Центрального регіону Малаві.
Населення — 5641 особа (2018).